# Stuntman ('t Hof van Commerce)
Stuntman is het vijfde album van de Vlaamse hiphopgroep 't Hof van Commerce.

## Hitnotering

### VlaamseUltratop 200Albums
| Hitnotering: 03-03-2012 t/m | Hitnotering: 03-03-2012 t/m | Hitnotering: 03-03-2012 t/m | Hitnotering: 03-03-2012 t/m | Hitnotering: 03-03-2012 t/m | Hitnotering: 03-03-2012 t/m | Hitnotering: 03-03-2012 t/m | Hitnotering: 03-03-2012 t/m | Hitnotering: 03-03-2012 t/m | Hitnotering: 03-03-2012 t/m | Hitnotering: 03-03-2012 t/m | Hitnotering: 03-03-2012 t/m | Hitnotering: 03-03-2012 t/m | Hitnotering: 03-03-2012 t/m | Hitnotering: 03-03-2012 t/m | Hitnotering: 03-03-2012 t/m | Hitnotering: 03-03-2012 t/m | Hitnotering: 03-03-2012 t/m | Hitnotering: 03-03-2012 t/m | Hitnotering: 03-03-2012 t/m | Hitnotering: 03-03-2012 t/m |
| Week:                       | 1                           | 2                           | 3                           | 4                           | 5                           | 6                           | 7                           | 8                           | 9                           | 10                          | 11                          | 12                          | 13                          | 14                          | 15                          | 16                          | 17                          | 18                          | 19                          | 20                          |
| --------------------------- | --------------------------- | --------------------------- | --------------------------- | --------------------------- | --------------------------- | --------------------------- | --------------------------- | --------------------------- | --------------------------- | --------------------------- | --------------------------- | --------------------------- | --------------------------- | --------------------------- | --------------------------- | --------------------------- | --------------------------- | --------------------------- | --------------------------- | --------------------------- |
| Positie:                    | 4                           | 2                           | 7                           | 10                          | 15                          | 20                          | 22                          | 24                          | 35                          | 39                          | 53                          | 69                          | 73                          | 69                          | 65                          | 61                          |                             |                             |                             |                             |